# داريو ليزكانو
داريو ليزكانو (بالإسبانية: Darío Lezcano Mendoza)‏ هو لاعب كرة قدم ومدرب كرة قدم باراغواياني في مركز الهجوم، ولد في 30 يونيو 1990 في أسونسيون في باراغواي. شارك مع منتخب باراغواي تحت 17 سنة لكرة القدم ومنتخب باراغواي لكرة القدم. أما مع النوادي، فقد لعب مع إنغولشتات 04 ونادي ثون ونادي لوزيرن ونادي ويل.

## وصلات خارجية
- داريو ليزكانو على موقع الاتحاد الأوربي (الإنجليزية)
- داريو ليزكانو على موقع قاعدة بيانات كرة القدم.إي يو (الإنجليزية)
- داريو ليزكانو على موقع ناشيونال فوتبول تيمز (الإنجليزية)
- داريو ليزكانو على موقع Soccerway.com (الإنجليزية)
- داريو ليزكانو على موقع عالم كرة القدم.نت (الإنجليزية)
- داريو ليزكانو على موقع AS.com (الإسبانية)